# Maman chérie
EPs par Claude François
Si j'avais un marteau
(octobre 1963) De ville en ville
(juillet 1964)
Maman chérie est un EP (super 45 tours) enregistré par Claude François en français, en mars 1964.
L'orchestre de Christian Chevallier accompagnait l'artiste lors de ses enregistrements pour cet EP.

## Liste des titres
| 1. | Maman chérie (24 Hours from Tulsa)                  | Claude François, Burt Bacharach, Hal David   | 2:55 |
| 2. | Laisse-moi tenir ta main (I Want to Hold Your Hand) | Claude François, John Lennon, Paul McCartney | 2:15 |

| 3. | Petite mèche de cheveux                                  | Claude François, Kenneth Chambers | 2:27 |
| 4. | Chaque jour c'est la même chose (Everyday I Have to Cry) | Claude François, Arthur Alexander | 2:08 |